# Joe Rosenthal
Joseph John Rosenthal (ur. 9 października 1911 w Waszyngtonie, zm. 20 sierpnia 2006 w Novato) – amerykański fotograf i autor słynnego zdjęcia „Sztandar nad Iwo Jimą” wykonanego podczas bitwy o tę wyspę, za które otrzymał Nagrodę Pulitzera.

## Życiorys

### Młodość
Jego rodzice byli rosyjskimi Żydami, którzy przybyli do USA na początku XX wieku. Jako nastolatek przeszedł na katolicyzm. W czasie wielkiego kryzysu mieszkał ze swoim bratem w San Francisco, gdzie uczęszczał do szkoły a następnie szukał pracy. Wówczas, jeszcze hobbystycznie, zainteresował się fotografią. W 1932 roku został reporterem gazety San Francisco News. Po wybuchu II wojny światowej chciał wstąpić do armii jako fotograf, ale nie przyjęto go z powodu słabego wzroku. Związał się więc z agencją Associated Press, dzięki czemu mógł wyruszyć razem z oddziałami marines w rejon działań wojennych na Pacyfiku. W 1944 dokumentował postępy wojska m.in. na Guam, Nowej Gwinei, Guadalcanal, Peleliu i Angaur. W 1945 roku przybył na Iwo Jimę, gdzie wykonywał zdjęcia podczas desantu na wyspę.

### Sztandar nad Iwo Jimą
Cztery dni po rozpoczęciu bitwy o Iwo Jimę, 23 lutego 1945 około godziny 13:00 jak co dzień odwiedzał żołnierzy piechoty morskiej, kiedy usłyszał, że na szczycie góry Suribachi będzie ustawiana amerykańska flaga. Razem z dwoma innymi fotografami – Bobem Campbellem i Billem Genaustem – ruszył na szczyt. Po drodze dowiedział się, że flagę już zawieszono, więc zaczął rozważać powrót, ale jeden z żołnierzy, Louis Lowery, powiedział mu, że na szczycie znajduje się doskonały punkt do robienia zdjęć. Rosenthal uznał, że sfotografuje przynajmniej powiewającą flagę więc kontynuował wspinaczkę.
Na szczycie zauważył grupę żołnierzy mocujących do starej rury większą flagę. W pobliżu stała inna grupa gotowa do zdjęcia mniejszej flagi w momencie, gdy większa będzie ustawiana, tak by nikt nie zauważył zamiany. Rosenthal przez chwilę zastanawiał się, czy sfotografować obie flagi, lecz uznał, że skupi się na grupie, która przygotowywała się do ustawienia drugiego sztandaru. Ponieważ był dość niskiego wzrostu, zaczął ustawiać worek z piaskiem i kamienie, żeby mieć lepszy widok, przez co prawie przeoczył moment podniesienia flagi. Wtedy bowiem John H. Bradley wspólnie z piątką pozostałych Marines zaczął ustawiać maszt. Rosenthal szybko chwycił swój aparat i bez używania wizjera zrobił zdjęcie. Bill Genaust, który stał kilkanaście metrów od Rosenthala udokumentował to wydarzenie na filmie. Ponieważ nie miał pewności, czy fotografia się udała i będzie wartościowa dla Associated Press, zrobił jeszcze zdjęcie czterem żołnierzom stabilizującym maszt oraz wspólne zdjęcie wszystkich Marines.
Następnie Rosenthal wysłał film na Guam, żeby został wywołany. Kiedy fotoreporter Associated Press, John Bodkin, zobaczył zdjęcie, był nim tak zachwycony, że natychmiast przesłał je do centrali AP w Nowym Jorku. Następnie fotografia błyskawicznie została przedrukowana przez setki gazet.
W 1945 Rosenthal otrzymał za nią Nagrodę Pulitzera, a komitet przyznający to wyróżnienie stwierdził, że „przedstawia ona jeden z wielkich momentów wojny” i jest „zamrożoną chwilą historii”. Mimo to pojawiły się też podejrzenia, że zdjęcie jest zainscenizowane, co nie było prawdą.

### Po wojnie
Po zakończeniu wojny powrócił do San Francisco i zrezygnował z pracy w Associated Press. Przez krótki czas był szefem fotografów w Times Wide World Photos. Później dołączył do gazety San Francisco Chronicle, w której przepracował jako fotograf trzydzieści pięć lat. 13 kwietnia 1996 roku generał Charles C. Krulak przyznał mu honorowy tytuł Marine.

## Odznaczenie
15 września 2006 Korpus Piechoty Morskiej Stanów Zjednoczonych uhonorował go pośmiertnie Nagrodą Marynarki Wojennej za Wybitną Służbę Publiczną. Medal odebrała jego córka – Anne.